# Canadian North
Canadian North — региональная авиакомпания Канады со штаб-квартирой в городе Йеллоунайф, работающая на рынке пассажирских, чартерных и грузовых авиаперевозок на всех основных транспортных направлениях Северо-Западной Территории, Нунавута, а также в Эдмонтоне и Оттаве. Главным транзитным узлом (хабом) авиакомпании является Аэропорт Йеллоунайф.

## История
Авиакомпания Canadian North была образована в 1989 году в качестве дочернего подразделения магистральной авиакомпании Canadian Airlines для обеспечения воздушного сообщения с северными поселениями коренных народов Канады. В сентябре 1998 года Canadian North была частично выкуплена холдингом Norterra, находящемся в собственности ассоциации коренных народов севера инуитов, при этом половина собственности холдинга принадлежит объединению инуитов Северной Канады, другая половина — корпорациям Inuvialuit Development Corporation и Nunasi Corporation, представляющих интересы инуитов Западной Канады в провинции Нунавут.
В 2001 году в результате слияния Air Canada и Canadian Airlines авиакомпания Canadian North стала полностью независимым авиаперевозчиком. К 2003 году компания уже поменяла три дизайна ливреи своих самолётов (две ливреи Canadian Airlines и ещё одна — Air Canada), и к концу года была разработан и принят к использованию новый дизайн ливреи самолётов Canadian North, используемый в настоящее время. Новый дизайн содержит в себе три отличительных признака северных территорий Канады: белый медведь, солнце полярного дня и северное сияние.
В июне 2007 года авиакомпания открыла дополнительные регулярные рейсы в населённые пункты региона Китикмеот: Йоа-Хейвен, Талойоак, Кугаарук и Куглуктук.
В апреле 2008 года сеть регулярных маршрутов была расширена рейсами ещё в семь населённых пунктов региона Баффин провинции Нунавут.

## Маршрутная сеть авиакомпании

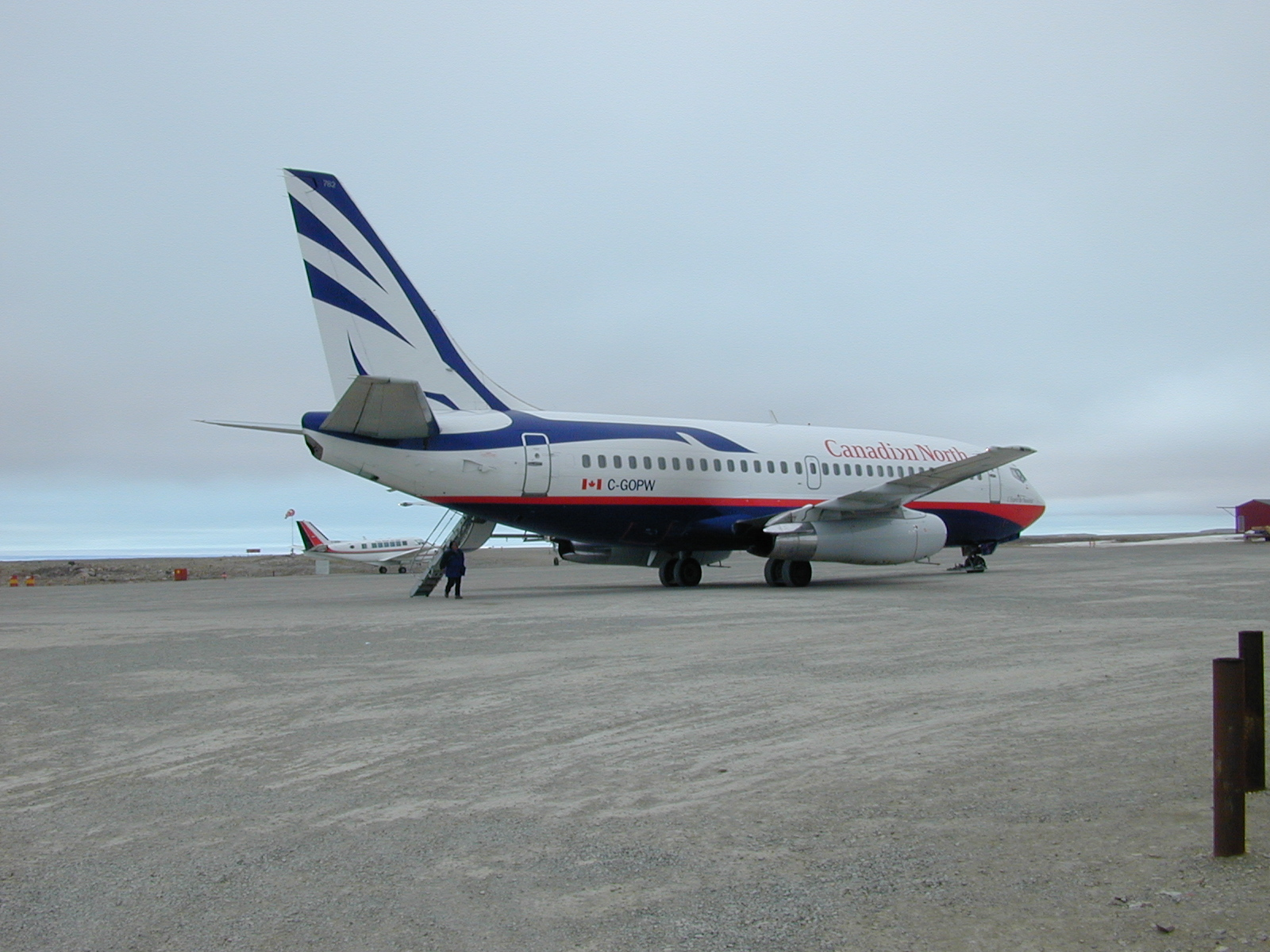
Boeing 737—200 авиакомпании Canadian North в прежней ливрее. Аэропорт Кеймбридж-Бей

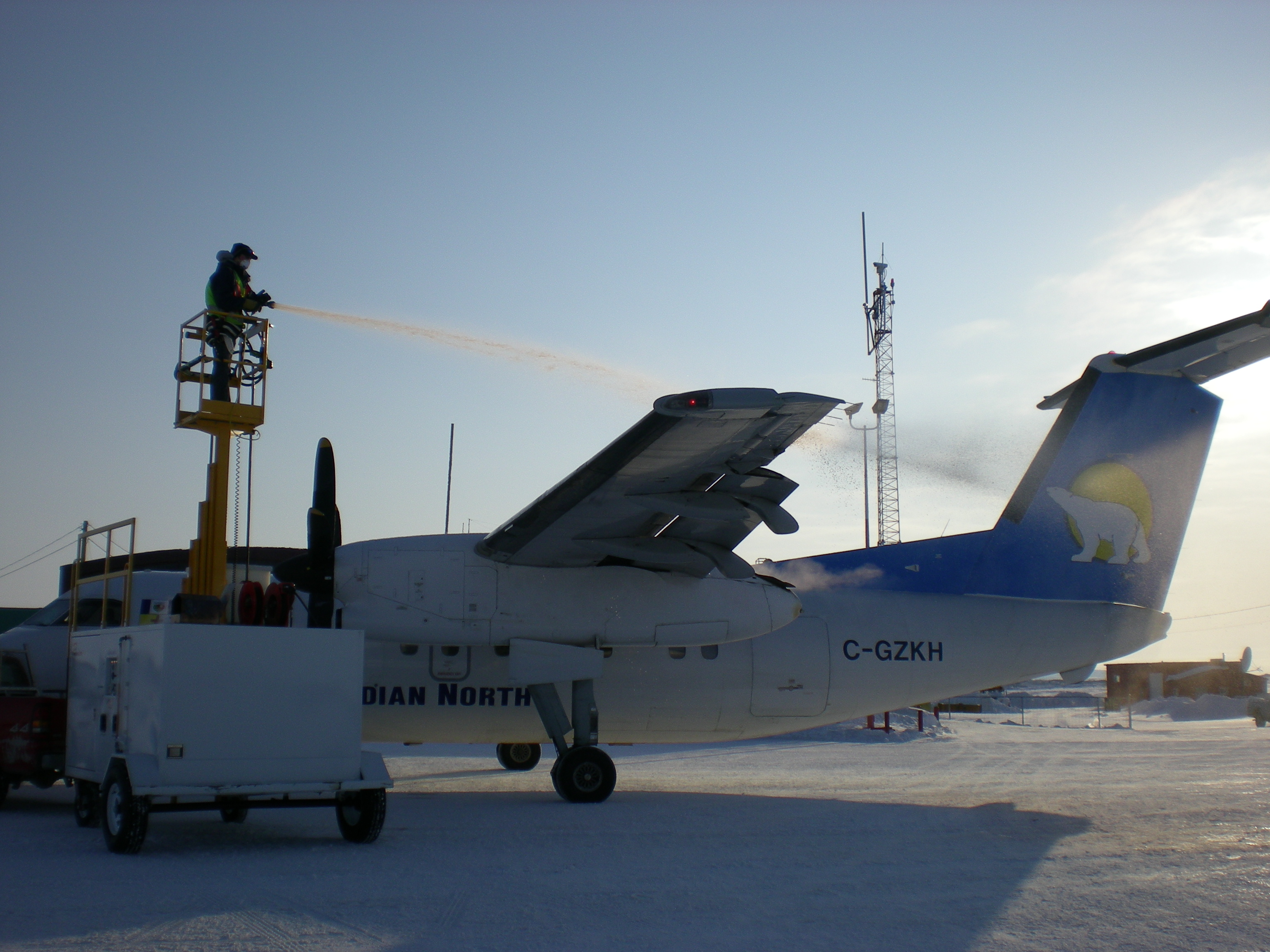
De Havilland Canada Dash 8 Canadian North проходит противообледенительную процедуру перед вылетом

По состоянию на сентябрь 2009 года авиакомпания Canadian North выполняла регулярные рейсы по следующим направлениям:
- Альберта
  - Эдмонтон — Международный аэропорт Эдмонтон
- Северо-Западные Территории
  - Инувик — Аэропорт Инувик имени Майка Зубко
  - Норман-Уэллс — Аэропорт Норман-Уэллс
  - Йеллоунайф — Аэропорт Йеллоунайф
- Нунавут
  - Кеймбридж-Бей — Аэропорт Кеймбридж-Бей
  - Кейп-Дорсет — Аэропорт Кейп-Дорсет
  - Клайд-Ривер — Аэропорт Клайд-Ривер
  - Йоа-Хейвен — Аэропорт Йоа-Хейвен
  - Холл-Бич — Аэропорт Холл-Бич
  - Иглулик — Аэропорт Иглулик
  - Икалуит — Аэропорт Икалуит
  - Кугаарук — Аэропорт Кугаарук
  - Куглуктук — Аэропорт Куглуктук
  - Пангниртунг — Аэропорт Пангниртунг
  - Понд-Инлет — Аэропорт Понд-Инлет
  - Кикиктарьюак — Аэропорт Кикиктарьюак
  - Ранкин-Инлет — Аэропорт Ранкин-Инлет
  - Талойоак — Аэропорт Талойоак
- Онтарио
  - Оттава — Международный аэропорт Оттавы имени Макдональда/Картье

Чартерные перевозки
- SunFest Tours[9]
  - Лафлин (Невада)/Балхед-Сити (Аризона), США — Международный аэропорт Лафлин/Балхед
- Canadian Natural Resources Limited[10]
  - Форт-Маккай, Альберта — Аэропорт Форт-Маккай
  - Алмазные шахты Диавик — Аэропорт Диавик
- BHP Billiton
  - Ekati Diamond Mine — Аэропорт Экати
- Футбольный клуб Edmonton Eskimos — различные направления
- Suncor Energy — Аэропорт Форт-Мак-Мюррей
- D.N.D. Cadet Flights — аэропорты Западной Канады

## Партнёрские соглашения
Canadian North имеет партнёрские соглашения с несколькими небольшими авиакомпаниями местного значения такими, как Aklak Air, Air Tindi, North-Wright Airways и Calm Air.

## Флот

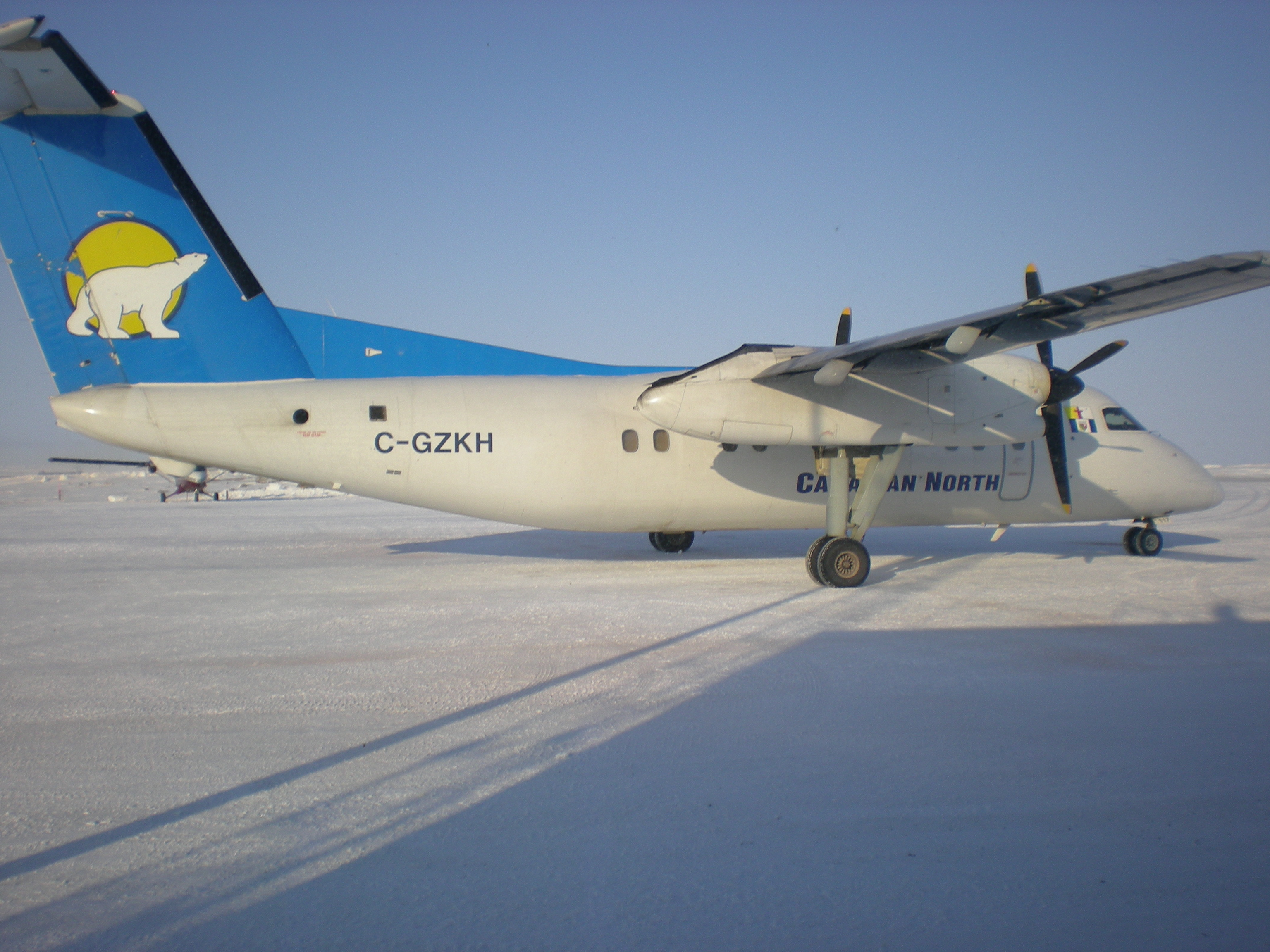
de Havilland Canada Dash 8 авиакомпании Regional 1, работающий в лизинге у Canadian North. Аэропорт Кеймбридж-Бей

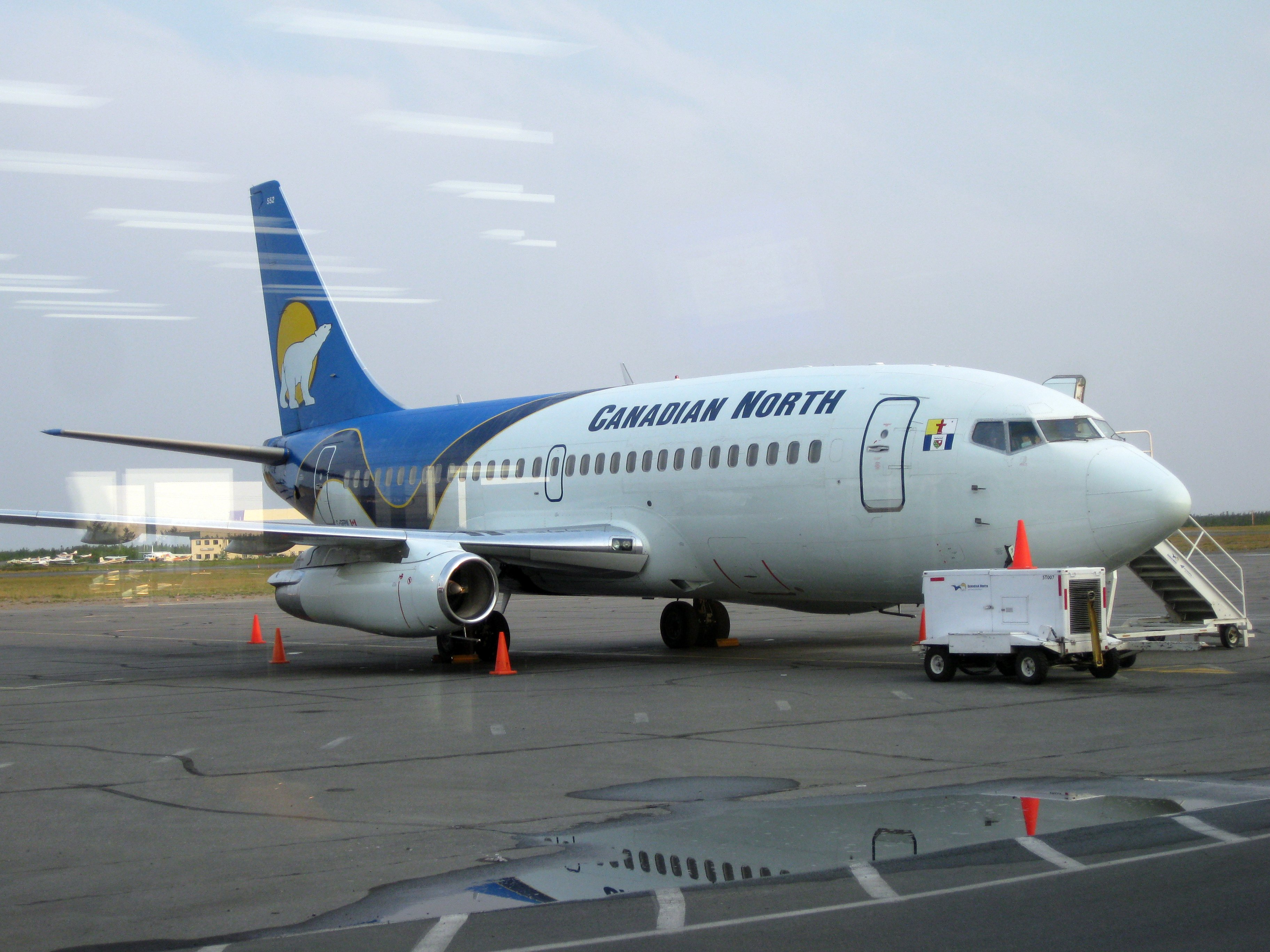
Boeing 737-200 (регистрационный C-GFPW) в современной ливрее в аэропорту Йеллоунайфа

По состоянию на 12 сентября 2009 года воздушный флот авиакомпании Canadian North составляли следующие самолёты:

## Услуги и сервис
Canadian North входит в бонусную программу Aeroplan поощрения часто летающих пассажиров, при этом, призовые мили, заработанные на рейсах других авиакомпаний — участников «Aeroplan» могут быть заменены регулярными или чартерными рейсами Canadian North в полном объёме.
Авиакомпания также использует собственную бонусную программу «Aurora Concierge», в услуги которой входит приоритетная регистрация пассажиров на рейс, внеочередная обработка багажа, посадка в самолёт, более высокий класс бортпитания, бесплатные алкогольные напитки на борту и ряд других привилегий.

### Сервис на борту
Общий сервис на борту самолётов Canadian North включает в себя:
- бесплатный иллюстрированный журнал Up Here, издающийся в Йеллоунайфе;
- горячие влажные полотенца;
- выбор бесплатного питания из двух наборов;
- бесплатные безалкогольные напитки;
- выбор пассажирского места при посадке на борт;
- бесплатные газеты и ряд журналов;
- бесплатные раскраски для детей.

## Авиапроисшествия и несчастные случаи
- 22 мая 2008 года. Самолёт Boeing 737-200, регулярный рейс 1714 Форт-Маккей—Саскатун—Монреаль—Монктон. При заходе на посадку в Международном аэропорту Саскатун имени Джона Г. Дифенбейкера в правом двигателе лайнера возникла сильная вибрация. За 1700 метров до взлётно-посадочной полосы № 33 аэропорта произошла остановка двигателя и самолёт был вынужден произвести посадку на одном моторе. Из 102 пассажиров и пяти членов экипажа на борту никто не пострадал[14].